# Derrick : Meurtre dans un parterre de fleurs
Derrick : Meurtre dans un parterre de fleurs (Derrick: Mord im Blumenbeet) est un jeu vidéo d'objets cachés développé par Daedalic Entertainment et édité par Tradewest, sorti en 2011 sur Windows.
Il est basé sur la série télévisée allemande Inspecteur Derrick.

## Accueil
Inspecteur Derrick est une série ayant fait l'objet de nombreuses parodies en France. À cet égard, le jeu a eu une couverture presse particulière dans ce pays. Jeuxvideo.com lui a attribué 6/20 dans son test. En 2014, Canard PC cite le jeu dans son dossier « Les Nanars du jeu vidéo ».